# 1692
Il 1692 (MDCXCII in numeri romani) è un anno bisestile del XVII secolo.

## Eventi
- 13 febbraio – Massacro di Glencoe: Trentanove appartenenti al clan dei MacDonald di Glencoe vengono uccisi dai loro ospiti sul territorio che i MacDonald avevano rifiutato di dare in segno di sottomissione al nuovo sovrano Guglielmo III d'Inghilterra.
- 10 giugno – Processo alle streghe di Salem: Bridget Bishop viene impiccata come strega.
- 23 giugno – Papa Innocenzo XII promulga la bolla Romanum decet Pontificem, con cui proibisce ai papi di concedere proprietà, incarichi o rendite a qualsiasi parente.
- 30 giugno – Assedio di Namur: Dopo circa un mese di assedio, la città di Namur cade in mano francese.
- 19 agosto – Salem (Massachusetts): Cinque donne e un sacerdote vengono giustiziati dopo essere stati condannati per stregoneria.

### In corso
- Guerra della Grande Alleanza (1688-1697)

## Nati

### Gennaio
- 6 gennaio - Francesco Maria Zanotti, scrittore e filosofo italiano († 1777)
- 30 gennaio - Francesco Pacca, arcivescovo cattolico italiano († 1763)

### Febbraio
- 12 febbraio - Joseph Süß Oppenheimer, banchiere tedesco († 1738)
- 13 febbraio - Luigi di Lorena, principe di Lambesc, nobile e militare francese († 1743)
- 14 febbraio - Pierre-Claude Nivelle de La Chaussée, drammaturgo francese († 1754)
- 16 febbraio - Giovanni Domenico Mansi, arcivescovo cattolico, teologo e storico italiano († 1769)
- 18 febbraio - Johann Michael Fischer, architetto tedesco († 1766)
- 25 febbraio - Karl Ludwig von Pöllnitz, scrittore e avventuriero tedesco († 1775)
- 29 febbraio - John Byrom, poeta e inventore inglese († 1763)

### Marzo
- 10 marzo - Giovanni Andrea Balbi, vescovo cattolico dalmata († 1771)
- 14 marzo - Pieter van Musschenbroek, fisico olandese († 1761)
- 21 marzo - Carlo Gonzaga, religioso italiano († 1771)
- 26 marzo - Jean Restout, pittore francese († 1768)
- 26 marzo - Gustav Adolf von Gotter, diplomatico e collezionista d'arte tedesco († 1762)
- 27 marzo - Giovanni Fischietti, docente e compositore italiano († 1743)

### Aprile
- 1º aprile - Guglielmo d'Assia-Philippsthal-Barchfeld, nobile († 1761)
- 5 aprile - Adrienne Lecouvreur, attrice teatrale francese († 1730)
- 7 aprile - Pietro Marchesini, pittore italiano († 1757)
- 8 aprile - Giuseppe Tartini, violinista e compositore italiano († 1770)
- 16 aprile - Andrea Lucchesi Palli, vescovo cattolico e nobile italiano († 1768)
- 29 aprile - Jean Armand de Lestocq, politico e medico russo († 1767)

### Maggio
- 9 maggio - Giuseppe Agostino Orsi, cardinale e storico italiano († 1761)
- 9 maggio - Sigismondo Tudisi, vescovo cattolico dalmata († 1760)
- 11 maggio - Thomas Sebright, IV baronetto, politico inglese († 1736)
- 12 maggio - Giuseppe Pappacoda, III principe di Centola, nobile e politico italiano († 1773)
- 16 maggio - Dolly Pentreath († 1777)
- 18 maggio - Joseph Butler, filosofo e teologo inglese († 1752)
- 22 maggio - Antonio Tolomeo Gallio Trivulzio, nobile e filantropo italiano († 1767)
- 23 maggio - Giuseppe Alfonso Miroglio, vescovo cattolico italiano († 1754)
- 28 maggio - Geminiano Giacomelli, compositore italiano († 1740)

### Giugno
- 5 giugno - Niccolaio Luti, fantino italiano
- 10 giugno - Filippo Gentile, vescovo cattolico italiano († 1771)
- 15 giugno - Giovanni Domenico Ferretti, pittore italiano († 1768)
- 23 giugno - Antonio Baldi, pittore e incisore italiano
- 27 giugno - Karl Sigmund Friedrich Wilhelm von Leutrum, generale tedesco († 1755)
- 28 giugno - Luisa Maria Teresa Stuart, principessa († 1712)

### Luglio
- 5 luglio - Antonio Carmine Caracciolo, IV principe di Torella, principe e diplomatico italiano († 1740)
- 19 luglio - Federico Guglielmo Kettler, duca († 1711)

### Agosto
- 7 agosto - Apollonio Nasini, pittore italiano († 1768)
- 14 agosto - Federico Antonio di Schwarzburg-Rudolstadt, nobile tedesco († 1744)
- 18 agosto - Luigi IV Enrico di Borbone-Condé, nobile e politico francese († 1740)
- 18 agosto - Bartolomeo Ferracina, orologiaio e ingegnere italiano († 1777)
- 21 agosto - Domenico Gregorini, architetto italiano († 1777)

### Settembre
- 1º settembre - Egid Quirin Asam, architetto e scultore tedesco († 1750)
- 26 settembre - Ernst von Steinberg, politico tedesco († 1759)
- 26 settembre - Pietro Antonio Trezzini, architetto svizzero

### Ottobre
- 8 ottobre - Antonio Palella, compositore e clavicembalista italiano († 1761)
- 15 ottobre - Alessandro Albani, militare, cardinale e mecenate italiano († 1779)
- 18 ottobre - Magnus Beronius, religioso svedese († 1775)
- 25 ottobre - Elisabetta Farnese, nobildonna italiana († 1766)
- 28 ottobre - Giuseppe Ferdinando Leopoldo di Baviera, principe († 1699)
- 31 ottobre - Anne-Claude-Philippe de Tubières, conte di Caylus, archeologo, pittore e antiquario francese († 1765)

### Novembre
- 2 novembre - Unico Wilhelm van Wassenaer, diplomatico e compositore olandese († 1766)
- 6 novembre - Louis Racine, poeta e traduttore francese († 1763)
- 7 novembre - Giuseppe Ginanni, naturalista italiano († 1753)
- 7 novembre - Johann Gottfried Schnabel, scrittore tedesco
- 9 novembre - Alberto Pezzi, imprenditore italiano († 1764)
- 15 novembre - Eusebius Amort, teologo tedesco († 1775)
- 21 novembre - Carlo Innocenzo Frugoni, librettista e poeta italiano († 1768)
- 28 novembre - Willoughby Bertie, III conte di Abingdon, nobile inglese († 1760)

### Dicembre
- 9 dicembre - Camillo Paolucci, cardinale e arcivescovo cattolico italiano († 1763)
- 23 dicembre - Franz Xaver Zech, teologo tedesco († 1772)
- 29 dicembre - Maria Cristina Felicita di Leiningen-Dachsburg-Falkenburg-Heidesheim, nobildonna tedesca († 1734)

### Senza giorno specificato
- Cornelius Johannes Barchman Wuytiers, arcivescovo vetero-cattolico olandese († 1733)
- Giuseppe Baroffio, pittore svizzero († 1778)
- Mathieu Bayeux, ingegnere francese († 1777)
- Vittorio Maria Bigari, pittore italiano († 1776)
- Giovan Francesco Buonamici, architetto e pittore italiano († 1759)
- Michele Caballone, compositore italiano († 1740)
- Giovanni Domenico Campiglia, pittore e incisore italiano († 1775)
- William Caslon, incisore britannico († 1766)
- Vincenzo Foggini, scultore italiano († 1755)
- Giacinto Fontana, cantante italiano († 1739)
- Francesco Granet, critico letterario e traduttore francese († 1741)
- Carlo Lucy, pittore inglese
- Inocențiu Micu-Klein, vescovo cattolico rumeno († 1768)
- Francesco Pavona, pittore italiano († 1777)
- Giovanni Alberto Ristori, compositore e organista italiano († 1753)
- Francesco Antonio Sessi, nobile italiano († 1746)
- Ferdinando Spinola, doge italiano († 1778)
- James Stirling, matematico scozzese († 1770)
- Cristoforo Terzi, pittore italiano († 1743)
- Agostino Viale, doge († 1777)
- Giuseppe Rocco Volpi, scrittore italiano († 1746)
- Petrus Wesseling, filologo e bibliotecario tedesco († 1764)
- Francesco Zucchi, incisore italiano († 1764)
- Nicolas le Pelley, nobile († 1742)

## Morti

### Gennaio
- 2 gennaio - Gregorio Strozzi, musicista e clavicembalista italiano
- 3 gennaio - Roelant Roghman, pittore e incisore olandese (n. 1627)
- 8 gennaio - Francesco da Copertino, religioso e architetto italiano (n. 1617)
- 16 gennaio - William O'Brien, II conte di Inchiquin, nobile e ufficiale irlandese (n. 1640)
- 23 gennaio - Alessandro Maria Orsini, nobile e militare italiano (n. 1611)
- 29 gennaio - Carlotta Savelli, nobildonna italiana (n. 1608)

### Febbraio
- 4 febbraio - Francesco Niccolini, arcivescovo cattolico e diplomatico italiano (n. 1639)
- 7 febbraio - Fernando de Valenzuela, politico spagnolo (n. 1636)
- 18 febbraio - Wang Fuzhi, filosofo cinese (n. 1619)
- 24 febbraio - Antimo Liberati, compositore e cantore italiano (n. 1617)

### Marzo
- 1º marzo - La Grange, attore teatrale francese
- 3 marzo - Eleonora Caterina del Palatinato-Zweibrücken-Kleeburg, principessa svedese (n. 1626)
- 9 marzo - Willem de Heusch, pittore e incisore olandese
- 13 marzo - Augustine Reding, abate e teologo svizzero (n. 1625)
- 26 marzo - Ralph Wrenn, ufficiale inglese

### Aprile
- 22 aprile - Tomás de la Cerda, nobile spagnolo (n. 1638)
- 23 aprile - Giuseppe Eusanio, vescovo cattolico italiano (n. 1619)
- 23 aprile - Edward Howard, II conte di Carlisle, nobile e politico inglese (n. 1646)
- 30 aprile - Abraham van Westerveld, pittore e disegnatore olandese

### Maggio
- 4 maggio - Carlo III d'Elbeuf, nobile francese (n. 1620)
- 10 maggio - George Etherege, drammaturgo, poeta e diplomatico inglese
- 14 maggio - Robert Kirk, presbitero scozzese (n. 1644)
- 14 maggio - Luisa Cristina di Savoia, nobildonna italiana (n. 1629)
- 18 maggio - Elias Ashmole, collezionista d'arte, storico e alchimista inglese (n. 1617)
- 31 maggio - Michele Foscarini, storico italiano (n. 1632)

### Giugno
- 2 giugno - Eugenio Gamurrini, monaco cristiano, teologo e letterato italiano (n. 1620)
- 3 giugno - Maria di Borbone-Soissons, nobile francese (n. 1606)
- 10 giugno - Bridget Bishop,  inglese
- 21 giugno - Cristiano Ludovico I di Meclemburgo-Schwerin, duca (n. 1623)
- 23 giugno - Jean François de Noailles, nobile e militare francese (n. 1658)

### Luglio
- 10 luglio - Heinrich Bach, musicista tedesco (n. 1615)
- 19 luglio - Rebecca Nurse, artigiana inglese (n. 1621)
- 22 luglio - Pietro del Pò, pittore e incisore italiano (n. 1610)
- 23 luglio - Gilles Ménage, poeta, saggista e grammatico francese (n. 1613)
- 30 luglio - Alonso Enríquez de Santo Tomás, religioso, teologo e vescovo cattolico spagnolo (n. 1631)

### Agosto
- 1º agosto - David Loggan, incisore, disegnatore e editore polacco (n. 1634)
- 3 agosto - Federico di Schleswig-Holstein-Sonderburg-Augustenburg, nobiluomo tedesco (n. 1652)
- 5 agosto - Anton Nuck, medico olandese (n. 1650)
- 14 agosto - Nicolas Chorier, avvocato, scrittore e storico francese (n. 1612)
- 25 agosto - Antonio Foresti, gesuita, storico e letterato italiano (n. 1625)
- 26 agosto - Francesco Antonio Carafa, arcivescovo cattolico italiano (n. 1635)

### Settembre
- 19 settembre - Giles Corey, allevatore inglese
- 21 settembre - Ermes di Colloredo, poeta e militare italiano (n. 1622)
- 22 settembre - Frans van Bossuit, scultore fiammingo (n. 1635)
- 28 settembre - Cornelis Bloemaert II, incisore e disegnatore olandese (n. 1603)

### Ottobre
- 4 ottobre - Charles Fleetwood, generale e politico inglese
- 12 ottobre - Giovanni Battista Vitali, compositore e violinista italiano (n. 1632)
- 16 ottobre - Cristiano Alberto di Brandeburgo-Ansbach, nobile tedesco (n. 1675)
- 29 ottobre - Melchisédech Thévenot, scrittore, scienziato e orientalista francese

### Novembre
- 6 novembre - Gédéon Tallemant des Réaux, scrittore e poeta francese (n. 1619)
- 11 novembre - Pietro Gioffredo, storico italiano (n. 1629)
- 12 novembre - Margherita d'Este, nobile italiana (n. 1618)
- 13 novembre - Joseph de la Vega, mercante olandese
- 19 novembre - Giorgio Federico di Waldeck, generale tedesco (n. 1620)
- 19 novembre - Thomas Shadwell, poeta e commediografo inglese (n. 1642)
- 27 novembre - Francesco Pianta, intagliatore italiano (n. 1634)

### Dicembre
- 10 dicembre - William Mountfort, attore teatrale e drammaturgo inglese (n. 1664)
- 12 dicembre - Veríssimo de Lencastre, cardinale e arcivescovo cattolico portoghese (n. 1615)
- 15 dicembre - Niccolò Maria Pallavicino, gesuita, scrittore e teologo italiano (n. 1621)
- 16 dicembre - Antonio Carneo, pittore italiano (n. 1637)
- 24 dicembre - Maria Antonia d'Austria (n. 1669)

### Senza giorno specificato
- Bil'arab bin Sultan, sovrano omanita
- Pietro Aquila, pittore e incisore italiano (n. 1630)
- Giovanni Battista Bergonzoni, architetto e francescano italiano (n. 1628)
- Hennig Brand, mercante e alchimista tedesco (n. 1630)
- Giovanni Battista Centurione, doge (n. 1603)
- Philippe Couplet, missionario belga (n. 1622)
- Elia Formiggini, banchiere, imprenditore e mercante italiano
- Eva Margareta Frölich, scrittrice, mistica e profeta svedese (n. 1650)
- Pier Francesco Gianoli, pittore italiano (n. 1624)
- Hendrik Hamel, esploratore olandese (n. 1630)
- Walda Heywat, filosofo etiope (n. 1599)
- Nicolas Juchereau de Saint-Denis, imprenditore francese (n. 1627)
- Francesco Mazzuoli, architetto e scultore italiano (n. 1643)
- Giovanni Giacomo Monti, architetto, scenografo e pittore italiano (n. 1620)
- Pio Fabio Paolini, pittore italiano (n. 1620)
- Giovan Pietro Ragona, scultore italiano (n. 1632)
- César Vichard de Saint-Réal, storico, abate e scrittore francese (n. 1639)
- Barbara Sirani, pittrice italiana (n. 1641)
- Agostino Spinola, doge (n. 1624)
- John Tippetts, ingegnere britannico (n. 1622)
- Marcantonio Vincentini, vescovo cattolico e diplomatico italiano (n. 1624)
- Jan de Visscher, incisore, disegnatore e pittore olandese (n. 1633)
- Giambattista Volpe, compositore e direttore di coro italiano (n. 1620)
- Emanuel de Witte, pittore olandese
- Zera Yacob, filosofo etiope (n. 1599)
- Gabriel de Foigny, scrittore francese
- Carlos de Gurrea, politico spagnolo (n. 1634)
- Étienne de La Tour, pittore francese (n. 1621)

## Calendario
| Calendario 1692 | Calendario 1692 | Calendario 1692 | Calendario 1692 | Calendario 1692 | Calendario 1692 | Calendario 1692 | Calendario 1692 | Calendario 1692 | Calendario 1692 | Calendario 1692 | Calendario 1692 | Calendario 1692 | Calendario 1692 | Calendario 1692 | Calendario 1692 | Calendario 1692 | Calendario 1692 | Calendario 1692 | Calendario 1692 | Calendario 1692 | Calendario 1692 | Calendario 1692 | Calendario 1692 | Calendario 1692 | Calendario 1692 | Calendario 1692 | Calendario 1692 | Calendario 1692 | Calendario 1692 | Calendario 1692 | Calendario 1692 | Calendario 1692 |
| --------------- | --------------- | --------------- | --------------- | --------------- | --------------- | --------------- | --------------- | --------------- | --------------- | --------------- | --------------- | --------------- | --------------- | --------------- | --------------- | --------------- | --------------- | --------------- | --------------- | --------------- | --------------- | --------------- | --------------- | --------------- | --------------- | --------------- | --------------- | --------------- | --------------- | --------------- | --------------- | --------------- |
|                 | 1               | 2               | 3               | 4               | 5               | 6               | 7               | 8               | 9               | 10              | 11              | 12              | 13              | 14              | 15              | 16              | 17              | 18              | 19              | 20              | 21              | 22              | 23              | 24              | 25              | 26              | 27              | 28              | 29              | 30              | 31              |                 |
| Gennaio         | Ma              | Me              | Gi              | Ve              | Sa              | Do              | Lu              | Ma              | Me              | Gi              | Ve              | Sa              | Do              | Lu              | Ma              | Me              | Gi              | Ve              | Sa              | Do              | Lu              | Ma              | Me              | Gi              | Ve              | Sa              | Do              | Lu              | Ma              | Me              | Gi              |                 |
| Febbraio        | Ve              | Sa              | Do              | Lu              | Ma              | Me              | Gi              | Ve              | Sa              | Do              | Lu              | Ma              | Me              | Gi              | Ve              | Sa              | Do              | Lu              | Ma              | Me              | Gi              | Ve              | Sa              | Do              | Lu              | Ma              | Me              | Gi              | Ve              |                 |                 |                 |
| Marzo           | Sa              | Do              | Lu              | Ma              | Me              | Gi              | Ve              | Sa              | Do              | Lu              | Ma              | Me              | Gi              | Ve              | Sa              | Do              | Lu              | Ma              | Me              | Gi              | Ve              | Sa              | Do              | Lu              | Ma              | Me              | Gi              | Ve              | Sa              | Do              | Lu              |                 |
| Aprile          | Ma              | Me              | Gi              | Ve              | Sa              | Do              | Lu              | Ma              | Me              | Gi              | Ve              | Sa              | Do              | Lu              | Ma              | Me              | Gi              | Ve              | Sa              | Do              | Lu              | Ma              | Me              | Gi              | Ve              | Sa              | Do              | Lu              | Ma              | Me              |                 |                 |
| Maggio          | Gi              | Ve              | Sa              | Do              | Lu              | Ma              | Me              | Gi              | Ve              | Sa              | Do              | Lu              | Ma              | Me              | Gi              | Ve              | Sa              | Do              | Lu              | Ma              | Me              | Gi              | Ve              | Sa              | Do              | Lu              | Ma              | Me              | Gi              | Ve              | Sa              |                 |
| Giugno          | Do              | Lu              | Ma              | Me              | Gi              | Ve              | Sa              | Do              | Lu              | Ma              | Me              | Gi              | Ve              | Sa              | Do              | Lu              | Ma              | Me              | Gi              | Ve              | Sa              | Do              | Lu              | Ma              | Me              | Gi              | Ve              | Sa              | Do              | Lu              |                 |                 |
| Luglio          | Ma              | Me              | Gi              | Ve              | Sa              | Do              | Lu              | Ma              | Me              | Gi              | Ve              | Sa              | Do              | Lu              | Ma              | Me              | Gi              | Ve              | Sa              | Do              | Lu              | Ma              | Me              | Gi              | Ve              | Sa              | Do              | Lu              | Ma              | Me              | Gi              |                 |
| Agosto          | Ve              | Sa              | Do              | Lu              | Ma              | Me              | Gi              | Ve              | Sa              | Do              | Lu              | Ma              | Me              | Gi              | Ve              | Sa              | Do              | Lu              | Ma              | Me              | Gi              | Ve              | Sa              | Do              | Lu              | Ma              | Me              | Gi              | Ve              | Sa              | Do              |                 |
| Settembre       | Lu              | Ma              | Me              | Gi              | Ve              | Sa              | Do              | Lu              | Ma              | Me              | Gi              | Ve              | Sa              | Do              | Lu              | Ma              | Me              | Gi              | Ve              | Sa              | Do              | Lu              | Ma              | Me              | Gi              | Ve              | Sa              | Do              | Lu              | Ma              |                 |                 |
| Ottobre         | Me              | Gi              | Ve              | Sa              | Do              | Lu              | Ma              | Me              | Gi              | Ve              | Sa              | Do              | Lu              | Ma              | Me              | Gi              | Ve              | Sa              | Do              | Lu              | Ma              | Me              | Gi              | Ve              | Sa              | Do              | Lu              | Ma              | Me              | Gi              | Ve              |                 |
| Novembre        | Sa              | Do              | Lu              | Ma              | Me              | Gi              | Ve              | Sa              | Do              | Lu              | Ma              | Me              | Gi              | Ve              | Sa              | Do              | Lu              | Ma              | Me              | Gi              | Ve              | Sa              | Do              | Lu              | Ma              | Me              | Gi              | Ve              | Sa              | Do              |                 |                 |
| Dicembre        | Lu              | Ma              | Me              | Gi              | Ve              | Sa              | Do              | Lu              | Ma              | Me              | Gi              | Ve              | Sa              | Do              | Lu              | Ma              | Me              | Gi              | Ve              | Sa              | Do              | Lu              | Ma              | Me              | Gi              | Ve              | Sa              | Do              | Lu              | Ma              | Me              |                 |